# Флотов, Фридрих фон
Барон Фридрих Адольф Фердинанд фон Флотов (нем. Friedrich Adolf Ferdinand Freiherr von Flotow, 26 апреля 1812, поместье Тойтендорф, Заниц, Мекленбург — 24 января 1883, Дармштадт) — немецкий композитор романтического направления, наиболее известный своей оперой «Марта» и входящей в неё арией Лионеля нем. Ach! so fromm, ach! so traut.

## Биография
Фридрих фон Флотов родился в Мекленбурге в аристократической семье и первоначально готовился к карьере дипломата, однако, заинтересовавшись музыкой, в 1828 году выехал в Париж, где до 1830 года обучался в Парижской консерватории у Антонина Рейхи и у пианиста Иоганна Пиксиса. После начала Июльской революции вернулся в Германию, где получил известность своими первыми операми на французское либретто, написанными в Париже, «Пётр и Екатерина» (1835), «Роб Рой» и «Герцог де Гиз». В 1838 в парижском Театре возрождения состоялась премьера первого значительного произведения Флотова — франкоязычной оперы «Гибель «Медузы»».
В 1844 году Флотов завершил два значительных сценических произведения — 1 акт балета «Леди Гарриет», поставленного в Париже, и оперу на немецкое либретто «Алессандро Страделла» о жизни итальянского композитора, поставленную в Гамбурге. Либреттист последней Фридрих Вильгельм Ризе убедил Флотова переделать «Леди Гарриет» в оперу, и в ноябре 1847 года в Вене в театре «У Каринтийских ворот» состоялась премьера оперы «Марта, или Ярмарка в Ричмонде», ставшей необычайно популярной. В 1853 во Франкфурте-на-Майне было поставлено последнее значительное произведение Флотова — опера «Рюбецаль» на сюжет народных легенд.
В 1856—1863 Флотов занимает пост интенданта дворцового театра на родине в Шверине, а после этого переезжает в Париж, деля своё время между ним и Веной и посещая премьеры своих опер в разных городах.
Помимо опер и балетов, Флотов сочинил два фортепианных концерта (записаны Карлом Петерссоном и Пльзеньским симфоническим оркестром под управлением Ханса Петера Висхоя), несколько увертюр и камерных ансамблей.
Творчество Флотова находилось под влиянием французской школы, особенно Обера, отличалось изяществом мелодий и умелой, лёгкой оркестровкой.

## Список произведений

### Оперы
- Всего около 30
  - Гибель «Медузы» (фр. Le naufrage de la Méduse), Париж, 1838
  - Алессандро Страделла (нем. Alessandro Stradella), Гамбург, 1844
  - Марта, или Ярмарка в Ричмонде (нем. Martha oder Der Markt zu Richmond), Вена, 1847
  - Рюбецаль (нем. Rübezahl), Франкфурт-на-Майне, 1853
  - Вдова Граппен (нем. Die Witwe Grappin), Париж, 1859
  - Пьянелла (нем. Pianella), Париж, 1860
  - Цильда (нем. Zilda), Париж, 1866
  - Над рунным камнем (нем. Am Runenstein), Прага, 1868

### Балеты
- Всего 4
  - Леди Гарриетт, или Гринвичская служанка (фр. Lady Henriette ou La servante de Greenwich, совместно с Фридрихом Бургмюллером и Эдуаром Деламура), Париж, 1844
  - Долорес (нем. Die Libelle), Бад-Доберан, 1856

### Другое
- Музыка к постановке «Зимней сказки» Шекспира, 1861
- Оркестровые увертюры
- Фортепианные трио
- Песни